# 쿠바 야구 리그
쿠바 야구 리그(스페인어: Liga Cubana de Béisbol 리가 쿠바나 데 베이스볼[*])는 1878년부터 1961년까지 진행되온 쿠바의 프로 야구 리그이다. 폐지된 이후 쿠바는 아마 야구(쿠바 내셔널 시리즈)만 진행되고 있다.